# La Carlota City
La Carlota City liegt im westlichen Teil der Insel Negros, in der Provinz Negros Occidental. Sie ist eine Stadt der vierten Einkommensklasse in den Philippinen.
La Carlota City ist eine Inlandsgemeinde und wird von den Städten und Gemeinden Bago City im Norden, vom Kanlaon Vulkan im Osten, La Castellana im Südwesten, Pontevedra im Süden und von San Enrique im Westen umschlossen. Sie erstreckt sich auf einer Fläche von 13,729 Hektar und unterteilt sich in 14 Barangays. In der Stadt leben 64.469 (Zensus 1. August 2015) Menschen, von denen 99 % die örtliche Sprache Hiligaynon sprechen.
Die Stadt erhielt ihr Stadtrecht am 19. Juni 1965, als Grundlage hierfür diente der Republik Act 4585.

## Barangays
- Ara-al
- Ayungon
- Balabag
- Batuan
- Cubay
- Haguimit
- La Granja
- Nagasi
- Barangay I (Pob.)
- Barangay II (Pob.)
- Barangay III (Pob.)
- Barangay RSB
- San Miguel
- Yubo